# Plac Bohaterów w Słubicach
Plac Bohaterów – jeden z placów w centralnej części Słubic, który tuż po wojnie znany był pod nazwą Woli Targ. W świadomości mieszkańców żyje również jako Nowy Rynek. We wschodniej części placu znajduje się skwer z ławkami i alejkami spacerowymi.
Do placu przylega bezpośrednio ulica Józefa Piłsudskiego (od północy) oraz plac Jana Pawła II (od południowego zachodu). Od północno-wschodniego rogu placu odchodzą: ul. Konstytucji 3 Maja (w kierunku północnym) i ul. Bolesława Krzywoustego (w kierunku wschodnim). Od południowo-wschodniego rogu placu odchodzą: ul. Żwirki i Wigury (w kierunku południowym) oraz ul. Gabriela Narutowicza (w kierunku wschodnim).

## Historia
Do 1945 roku ówczesny plac nosił nazwę Neuer Markt (pol. Nowy Rynek) i obejmował swoim zasięgiem również obecny plac Wolności. Krótko po II wojnie światowej na części tego terenu znajdował się cmentarz 32 żołnierzy radzieckich, których ciała przeniesiono następnie do Cybinki. Od 20 lipca 1949 roku w centralnym miejscu placu wznosi się pomnik Bohaterów autorstwa Mieczysława Krajniaka.

## Galeria

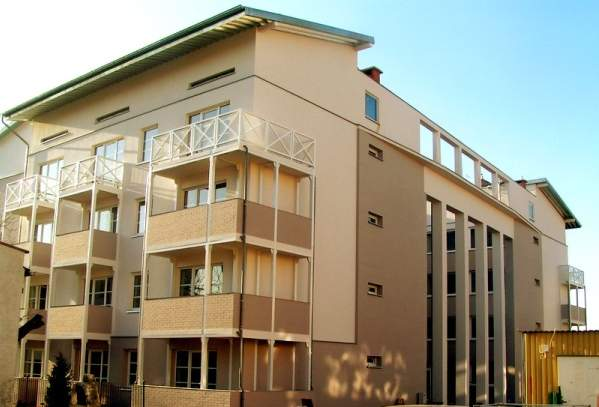
Budynek komunalny
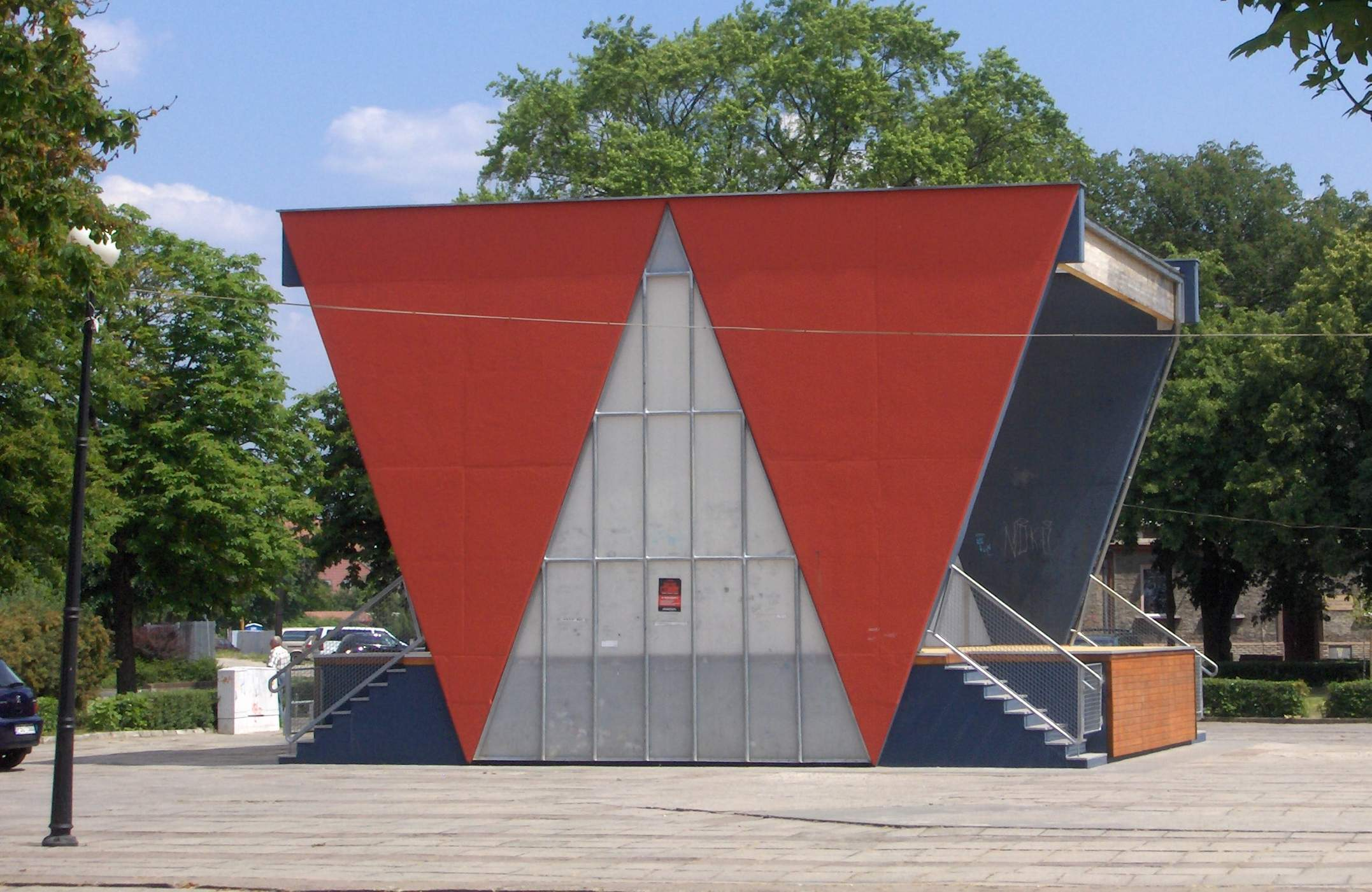
Muszla koncertowa wybudowana w 2006 roku i rozebrana w 2016 roku
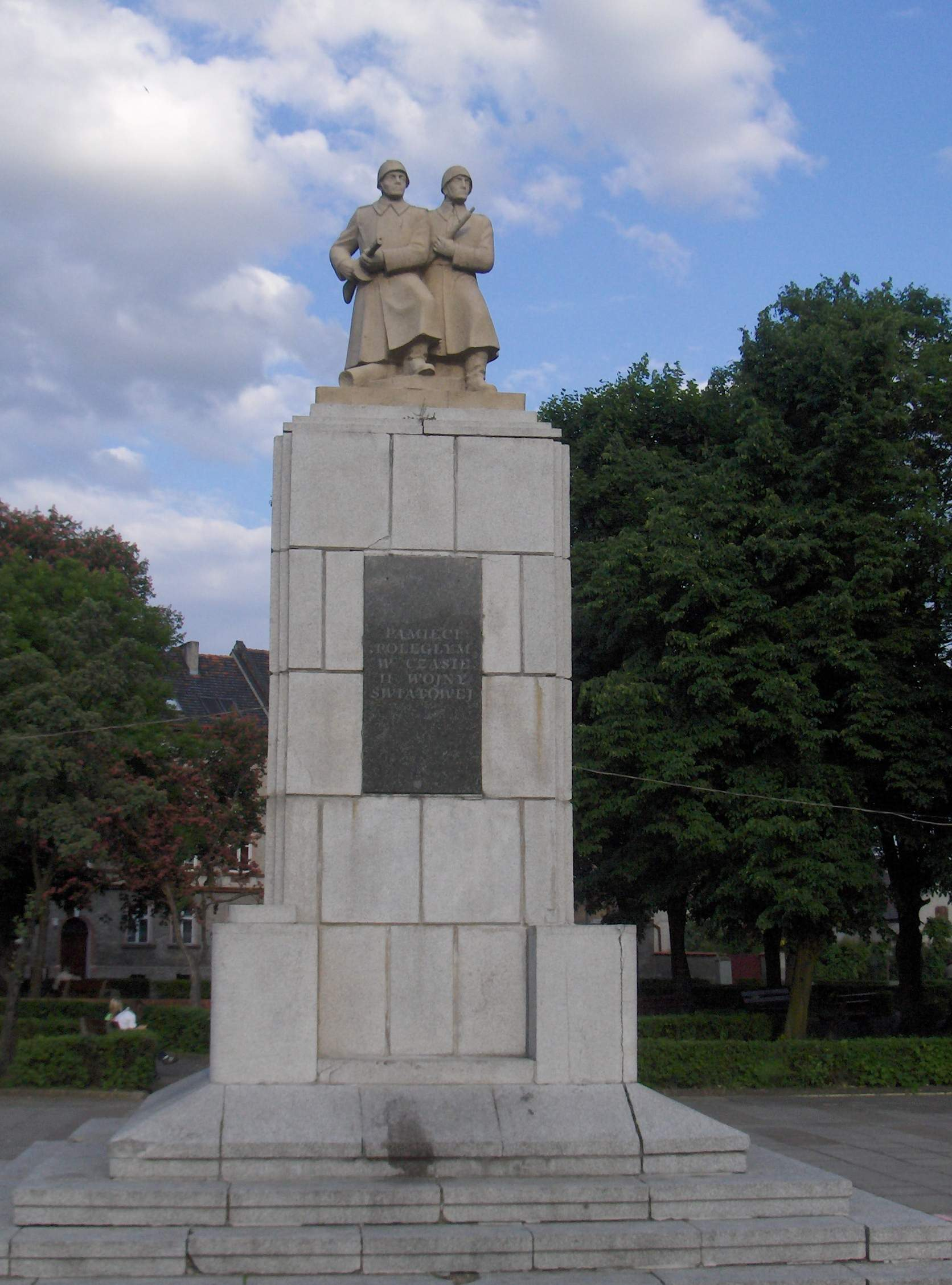
Pomnik Bohaterów przed modernizacją